# Liste der Bischöfe von Cebu
Die folgenden Personen waren Bischöfe und Erzbischöfe der Diözese Cebu auf den Philippinen:

## Bischöfe (1595–1934)
- Pedro de Agurto OSA, 1595–1608
- Pedro de Arce OSA, 1612–1645
- Juan Vélez, 1660–1661
- Juan López OP, 1663–1672, danach Erzbischof von Manila
- Diego de Aguilar OP, 1676–1692
- Miguel Bayot OFMDisc, 1697–1700
- Pedro Sanz de la Vega y Landaverde OdeM, 1705–1717
- Manuel de Ocio y Campo, 1734–1737
- Protacio Cabezas, 1740–1753
- Miguel Lino de Ezpeleta, 1757–1771
- Mateo Joaquin Rubio de Arevalo, 1775–1786
- Ignacio de Salamanca, 1792–1802
- Joaquín Encabo de la Virgen de Sopetrán OAR, 1804–1818
- Francisco Genovés OP, 1825–1827
- Santos Gómez Marañón OSA, 1829–1840
- Romualdo Jimeno Ballesteros OP, 1846–1872
- Benito Romero OFM, 1876–1885
- Martín García y Alcocer OFM, 1886–1903, † 1926
- Thomas Augustine Hendrick, 1903–1909
- Juan Bautista Gorordo y Perfecto, 1910–1931, † 1934
- Gabriel Martelino Reyes, 1932–1934, ab dem 28. April 1934 Erzbischof von Cebu

## Erzbischöfe (seit 1934)
- Gabriel Martelino Reyes, 1932–1949, dann Koadjutor-Erzbischof von Manila
- Julio Kardinal Rosales y Ras, 1949–1982, † 1983
- Ricardo Jamin Kardinal Vidal, 1982–2010, † 2017
- Jose Serofia Palma, 2010–2025
- Alberto Uy, seit 2025